# Quyçu
Quyçu è un comune dell'Azerbaigian situato nel distretto di Salyan. Conta una popolazione di 704 abitanti.